# Myrina anettae
Myrina anettae är en fjärilsart som beskrevs av Fleury 1924. Myrina anettae ingår i släktet Myrina och familjen juvelvingar. Inga underarter finns listade i Catalogue of Life.